# Rivning

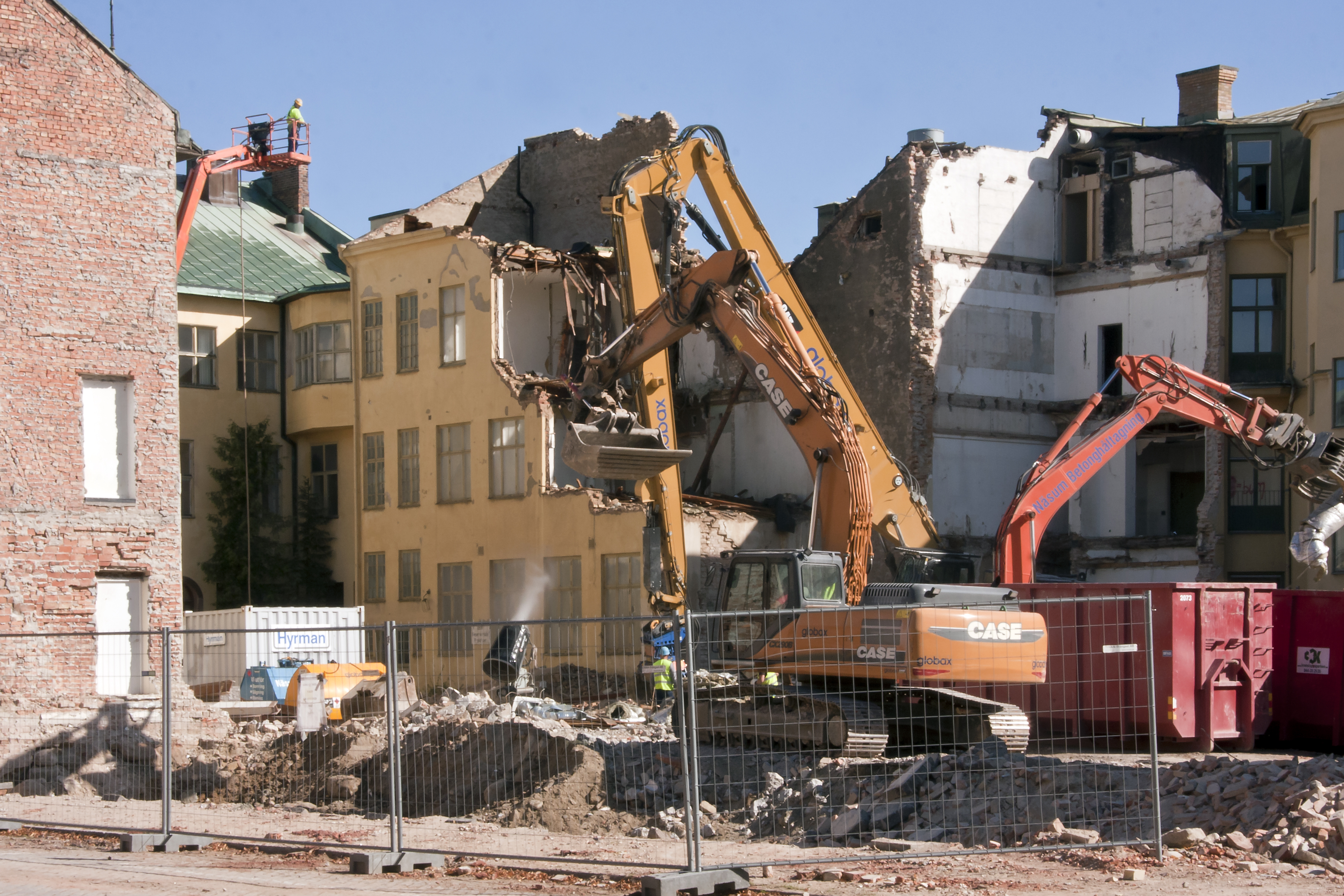
Rivningsarbete i Kristianstad 2011.

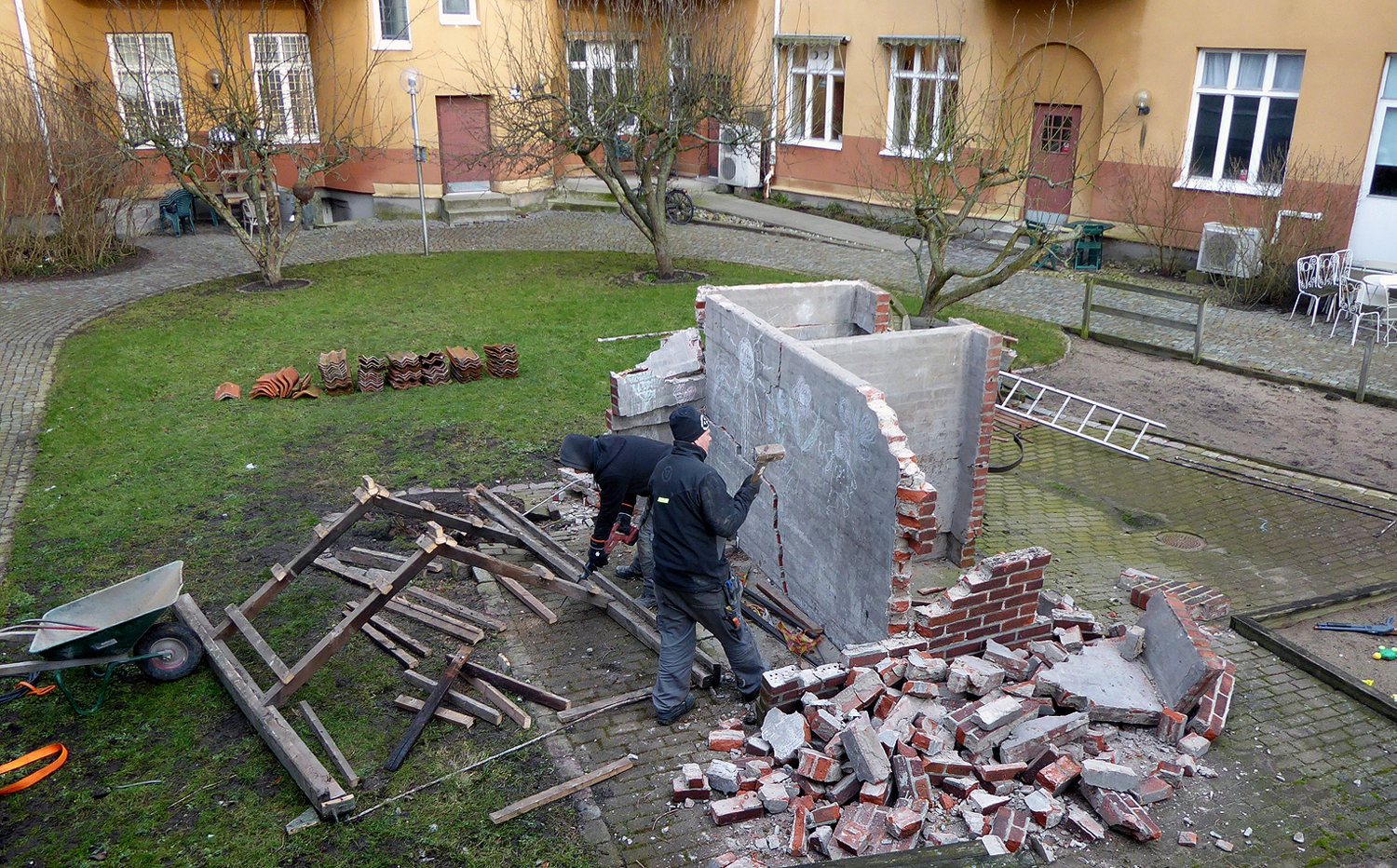
Manuell rivning av ett litet "gårdshus" i centrala Ystad 12 feb 2018.

Rivning kan omfatta håltagning, bilning, ombyggnadsrivning och totalrivning av en byggnad, eller av någon annan konstruktion. Ombyggnadsrivningar brukar delas in i lättrivning och tungrivning, där det förra avser exempelvis innerväggar och installationer och det senare avser bärande konstruktioner i exempelvis betong och stål. 
Teknikerna för totalrivning varierar. Förr i tiden användes ibland en tung järnkula monterad på en kran, med vilken man slog ned byggnader. Detta var en ganska riskfylld och svårkontrollerad metod. Med rätt kompetens kan även en del byggnadsverk rivas på så sätt att man spränger byggnaden, detta kan göras med hög precision, men kan även innebära stora risker. Byggnader kan rivas genom demontering, så kallad selektiv rivning, eventuellt för att få material som till exempel grövre träbjälkar eller tegel som senare är användbart för byggnadsvårdande ändamål. Betongkonstruktioner kan rivas genom bilning samt även med hjälp av vajersågning.
Vid rivning av en byggnad är de viktigaste aspekterna att planera hur man ska ta hand om avfallet. I Sverige måste vanligen en rivningsplan tas fram som identifierar miljöfarligt material och hur detta ska omhändertas. Man ska tänka på naturens kretslopp och återvinna så mycket som möjligt. Betong kan krossas och återanvändas. Brännbart material kan bli energi vid förbränning. Alla miljöfarliga avfall, till exempel asbest och PCB, ska inventeras före rivning och planering måste göras för hur avfallet ska tas om hand.[källa behövs]
I Sverige krävs rivningslov för totalrivning av husbyggnader inom detaljplanelagt område. Även många ombyggnadsrivningar kräver rivningslov. För rivning av en del anläggningskonstruktioner, exempelvis dammbyggnader och större kajanläggningar, krävs tillstånd för vattenverksamhet.

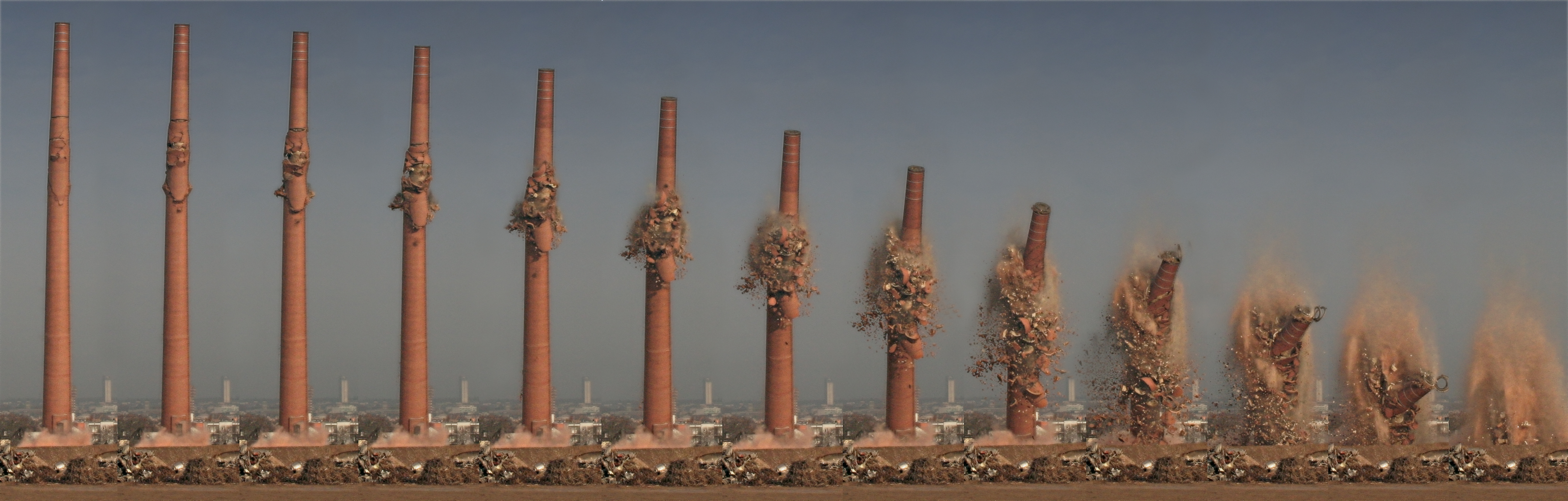
Rivning genom kontrollerad sprängning av en skorsten i Frankfurt.